# تویین لیک (ویرجینیا)
تویین لیک (به انگلیسی: Twin Lakes) یک منطقهٔ مسکونی در ایالات متحده آمریکا است که در شهرستان گرین، ویرجینیا واقع شده‌است. تویین لیک ۳٫۳۲ کیلومتر مربع مساحت و ۱٬۶۴۷ نفر جمعیت دارد و ۱۷۸٫۳۱ متر بالاتر از سطح دریا واقع شده‌است.